# Woman in Chains
Woman in Chains is een nummer van het Britse new waveduo Tears for Fears. Het is de tweede single van hun derde studioalbum The Seeds of Love uit 1989. Op 6 november van dat jaar werd het nummer op single uitgebracht.

## Achtergrond
De plaat is een duet met de Amerikaanse zangeres Oleta Adams. Op de studioversie van het nummer is Phil Collins te horen als drummer. "Tears for Fears wilden dat ik zulke drums als In the Air Tonight zou doen", aldus Collins.
"Woman in Chains" werd in veel  landen een hit. In Tears For Fears' thuisland het Verenigd Koninkrijk bereikte de plaat de 26e positie in de UK Singles Chart. In Ierland werd de 15e positie bereikt en in Polen de 5e.  In Nieuw-Zeeland behaalde de plaat de 34e positie en in Australië de 39e. In Canada werd een 25e positie bereikt en in de Verenigde Staten werd een bescheiden 36e positie bereikt in de Billboard Hot 100.
In Nederland werd de plaat veel gedraaid op Radio 3 en werd een radiohit in de destijds twee hitlijsten op de nationale popzender. De plaat bereikte de 12e positie in de Nederlandse Top 40 en de 16e positie in de Nationale Top 100.
In België bereikte de plaat de 32e  positie in de Vlaamse Ultratop 50 en de 25e positie in de Vlaamse Radio 2 Top 30.

## NPO Radio 2 Top 2000
| Nummer met noteringen in de NPO Radio 2 Top 2000 | '19 | '20 | '21 | '22 | '23 | '24 |
| ------------------------------------------------ | --- | --- | --- | --- | --- | --- |
| Woman in Chains                                  | 993 | 787 | 736 | 765 | 698 | 716 |

1. ↑  Een vetgedrukt getal geeft de hoogste notering aan.
2. ↑  2019 was het eerste jaar met een notering voor dit nummer.